# Mihai Neniță
Mihai Neniță (n. 11 septembrie 1977, Chișinău) este un muzician român care a colaborat cu nume sonore ale scenei muzicale din România, în calitate de instrumentist (vioară, pian, claviaturi).

## Biografie
De la patru ani începe să studieze vioara, după care își face studiile la Școala de Muzică „Eugen Coca” (actualul Liceu „Ciprian Porumbescu” din Chișinău). La 12 ani pleacă împreună cu părinții la București, unde studiază vioara la Liceul de Muzică „Dinu Lipatti”. După absolvirea liceului își continuă studiile la Universitatea Națională de Muzică. După absolvire își aprofundează studiile la Universitatea de Muzică din Köln (Germania).
De-a lungul activității sale, Mihai Neniță a compus muzică de balet, muzică pentru diferiți artiști din România și din străinătate și muzică de film. Încă din perioada în care era la liceu, colaborează cu nume cunoscute ale scenei muzicale românești: Valeriu Sterian și Compania de Sunet, Paula Seling, Ovidiu Lipan „Țăndărică”, Ducu Bertzi, Anca Parghel, Mircea Rusu Band, Vama Veche, Nicu Alifantis și alții.
Mihai Neniță a avut șansa de al cunoaște pe regizorul Emil Loteanu, cel care a realizat filmele Șatra și Lăutarii, care i-a propus un scenariu de film, iar violonistul a acceptat pe loc. Ar fi trebuit să îl interpreteze pe Georges Boulanger, marele violonist născut la Tulcea, pe numele său adevărat Vasile Pantazi. Neniță era cel mai potrivit pentru acest rol care nu s-a concretizat din cauza decesului lui Emil Lotreanu, produs cu câteva zile înainte să înceapă filmările. Au urmat numeroase alte colaborări, între care și un mic rol în filmul Prea târziu al lui Lucian Pintilie.
Începând cu 1995, Mihai Neniță este cooptat în Compania de Sunet, formația lui Valeriu Sterian. În anii următori, concertează alături de Sterian, în calitate de violonist și claviaturist. Apare pe albumul Rugă, lansat de cantautor în 1998, interpretând partiturile de vioară și pian la două piese: „Dacă” și „Balada criticului”.
Colaborează cu Ducu Bertzi, Florian Pittiș și Marius Bațu, cu care realizează albumul În concert lansat în 2009. Un an mai târziu apare și înregistrarea video a materialului pentru album, în format DVD. Colaborează cu Nicu Alifantis, participând ca violonist la înregistrările pentru albumele Cântece de șemineu (2010) și Mozaic (2013).